# Taqaddum
A Coordenação Sudanesa das Forças Civis Democráticas (Taqaddum ou Taqaddom; em árabe: تنسيقية القوى المدنية الديمقراطية السودانية (تقدم)) é uma coalizão pró-poder civil no Sudão.
Trata-se de uma coalizão civil sudanesa que reúne partidos políticos, sindicatos e organizações da sociedade civil envolvidos na Revolução Sudanesa de 2018-2019 e comprometidos com as negociações de paz da Guerra Civil do Sudão de 2023-2024. Taqaddum reivindica ser neutro no conflito.  Esta coalizão foi fundada em outubro de 2023 em Adis Abeba, capital da Etiópia, e é liderada pelo antigo primeiro-ministro sudanês Abdallah Hamdok.
Em janeiro de 2024 Hamdok encontrou-se em Adis Abeba com um dos dois beligerantes, o General Mohamed Hamdan Dagalo que lidera as Forças de Apoio Rápido, e o Taqaddom assinou um acordo com a facção. Em abril, Hamdok encontrou-se com o presidente da França, Emmanuel Macron, em Paris.